# Прогулка. Дама с зонтиком
«Прогулка. Дама с зонтиком» (фр. La Promenade) — картина Клода Моне, написанная в 1875 году. Также известна под названием «Камилла Моне с сыном Жаном». Крупнейшая работа художника 1870-х годов, в настоящее время хранящаяся в Национальной галерее искусства (Вашингтон).

## Описание
На картине изображена супруга художника Камилла с их сыном Жаном в один из ветреных летних дней периода 1871—1877 годов, когда семейство Моне проживало в Аржантёе. Мадам Моне в развевающемся на ветру белом платье и шляпе с вуалью изображена с нижнего ракурса в перспективе восходящей прямой линии на фоне облаков в лазурном небе. Её фигура чуть смещена вправо от центра, визуально уравновешенная наклоном парасоля в руках, в куполе которого словно отражается зелень луговых трав под её ногами. Взгляд и положение тела подразумевают, что она внезапно осознаёт присутствие зрителя, обернувшись к нему, но не останавливаясь на месте, создавая убедительную иллюзию движения. Её семилетний сын, также внимательно смотрящий на зрителя, стоит дальше за пригорком, видимый лишь по пояс, что было необходимо художнику для создания объёма и глубины сцены. Низкий горизонт и размещение женской фигуры на фоне неба придают ей монументальность, необычную для картин Моне середины 1870-х годов.

## История
«Прогулка» принадлежит к серии летних картин, изображающих сад семейства Моне в Аржантёе и дикие маковые поля близ Коломба и Женвилье. Повседневная сцена из семейной жизни относится скорее к жанровой живописи, нежели к портрету, и написана с натуры на пленэре, вероятно, за один сеанс. Данный период творчества характеризуется возросшим интересом художника к разработке персонажей, начавших доминировать над пейзажем, что было несвойственно более ранним работам Моне, в которых человеческие фигуры играли незначительную роль. Тем не менее, передача ускользающего солнечного освещения сцены остаётся главной задачей художника, которую он решает композиционным строем цветовых пятен, выполненных свободными мазками кистью.
Картина была выставлена под названием «La Promenade» вместе с 18-ю другими работами Моне на второй выставке импрессионистов в галерее Поля Дюран-Рюэля в апреле 1876 года. Несмотря на несколько благожелательных отзывов, «Прогулка» осталась практически незамеченной. Десять лет спустя Моне вернулся к данной теме, написав две схожих картины, изображающих дочь его второй жены Сюзанну Моне с парасолем в руках на лугу в Живерни, в настоящее время хранящиеся в Орсе. Джон Сингер Сарджент, видевший «Прогулку» на выставке 1876 года, позднее написал по её мотивам «Двух девушек с парасолями во Фладбери» (1886).

## Провенанс
В ноябре 1876 года Моне продал картину румынскому врачу-гомеопату и коллекционеру живописи Жоржу де Беллио, после смерти которого «Прогулка» перешла по наследству его зятю Эрнесту Донопу де Монши и дочери Викторин, в собственности которых оставалась по крайней мере до 1897 года. В 1924 году владельцем картины являлся известный промышленник-шоколатье Жорж Менье. В 1965 году картина была приобретена американским филантропом Полом Меллоном, передавшим её в дар Национальной галерее искусств в 1983 году.

## Галерея

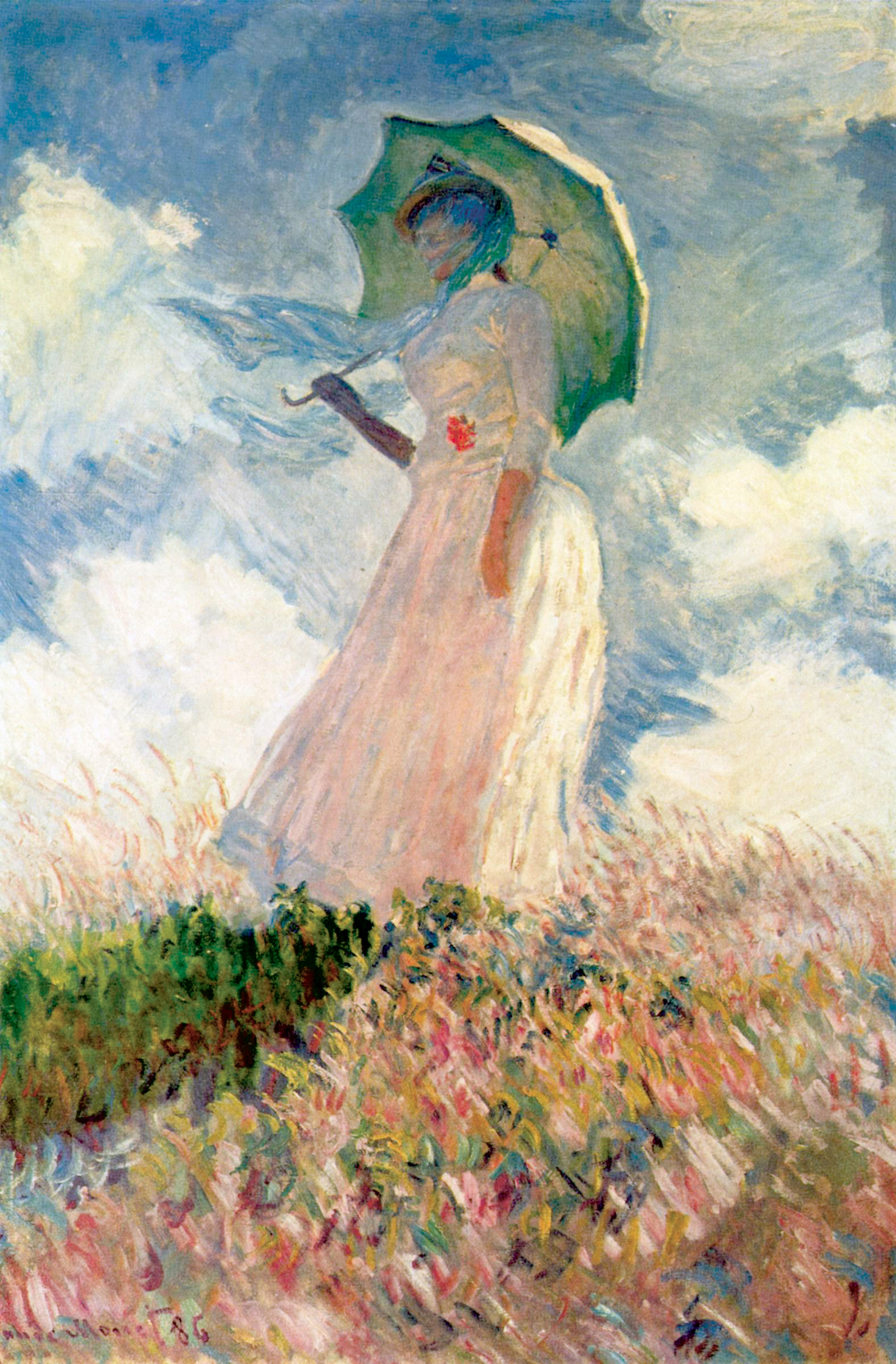
Дама с зонтиком, повёрнутая влево. Клод Моне (1886), музей Орсе
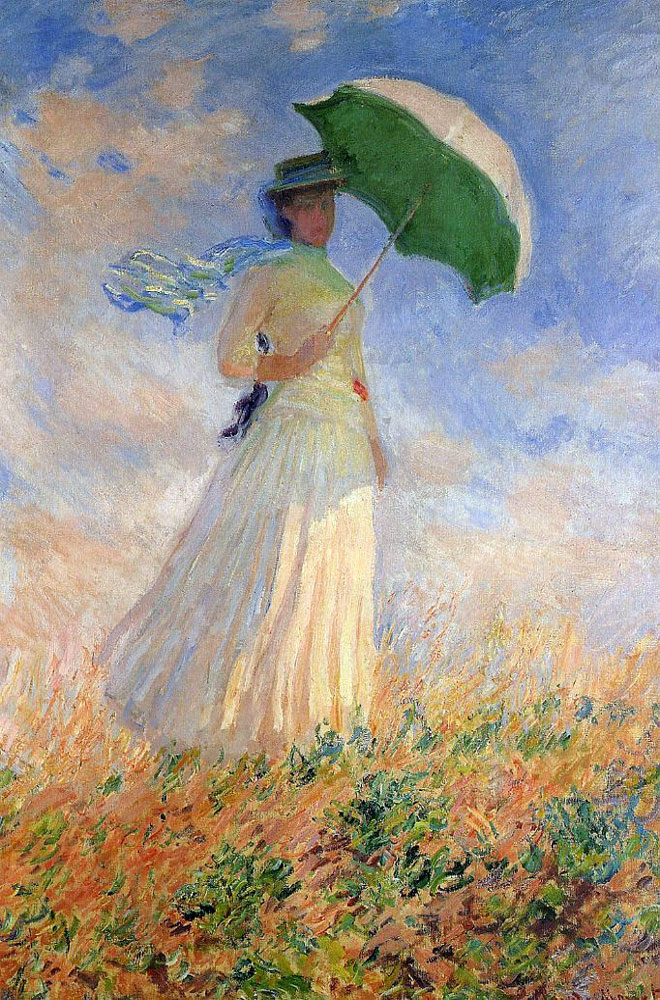
Дама с зонтиком, повёрнутая вправо. Клод Моне, (1886), музей Орсе
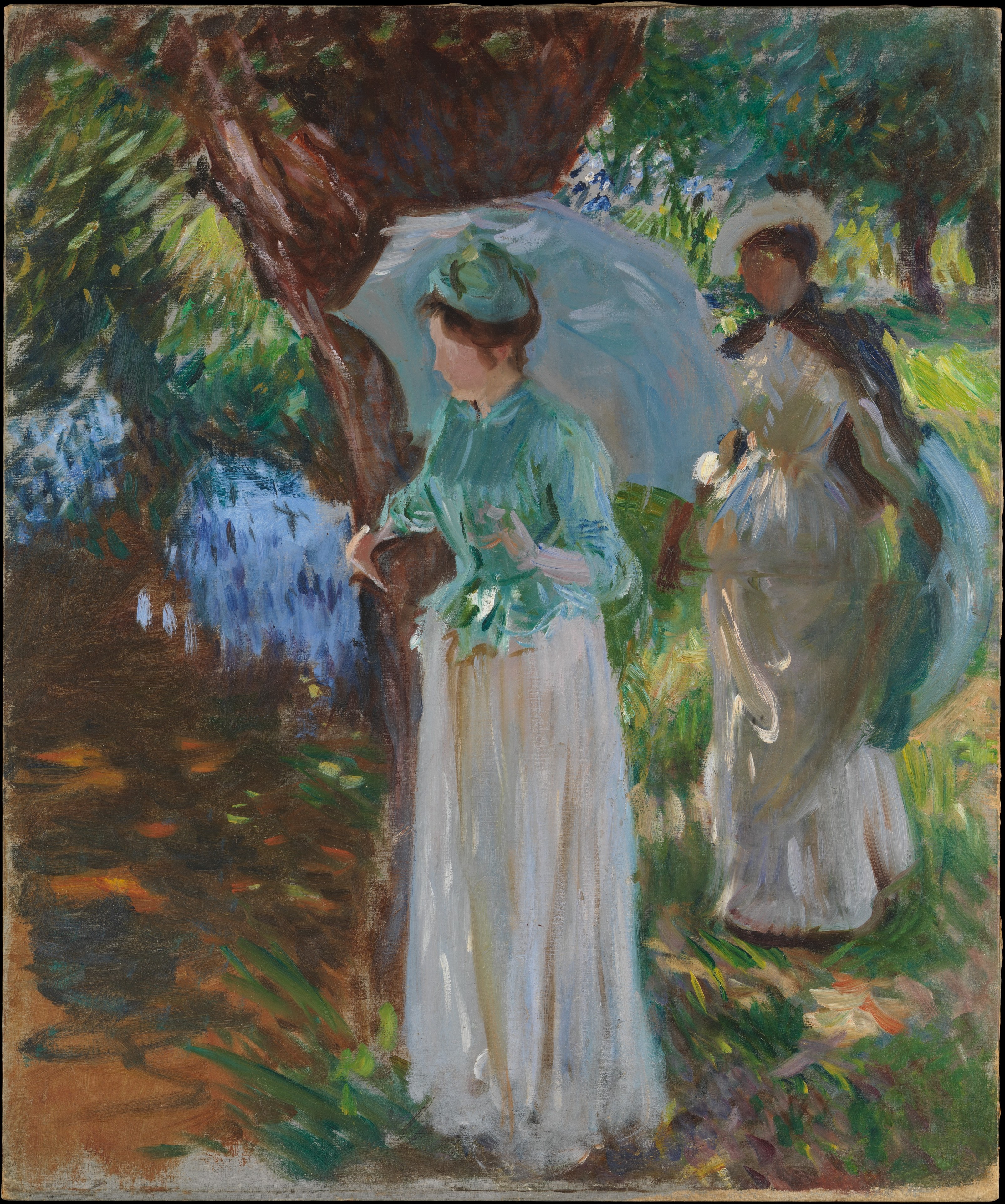
Две девушки с парасолями во Фладбери. Джон Сингер Сарджент (1889), Метрополитен-музей